# Yuichi Nakamura
Yuichi Nakamura Nakamura Yūichi (中村 優一) (Yokohama, Prefectura de Kanagawa, Japó, 8 d'octubre de 1987, és un actor japonés. Nakamura començà la seva carrera com aprenent de Johnny Jr. Va entrar a formar part de D-Boys, un grup teatre de l'agència que produïa Watanabe Entertainment per a fer debutar i promoure actors joves masculins, durant la primera audició oberta del grup, el 27 de juliol de 2004, en la que fou el gran guanyador de premi.

## Interpretacions
Televisió
- Gokusen 2 .... Yuichi Kawada (2005)
- Daisuki! Itsugo Go!! (2005)
- Kamen Rider Hibiki.... Kyosuke Kiriya (2005)
- Princess Princess D.... Otoya Hanazono (2006)
- DD-Boys .... Yuichi Nakamura (2006)
- Kazoku Zenzai.... Kamizawa Kou (2006)
- Puzzle.... Ootaka Masanori (2007)
- Shinigami no Ballad (2007)
- Delicious Gakuin....Nangou Ryouji (2007)

Teatre
- Please Me
- Limit - Anata no monogatari wa nan desu ka? (2005)
- Sophistry (2006)

Musicals
- D-BOYS STAGE Musical